# Ambulocetidae
Gli ambulocetidi (Ambulocetidae) sono una famiglia di antichi cetacei, i cui resti fossili sono stati ritrovati in Asia. Vissero tra l'Eocene inferiore e l'Eocene medio (Ypresiano - Luteziano, circa 52 - 42 milioni di anni fa). Erano animali ancora in grado di camminare sulla terraferma.

## Descrizione
Il cranio degli ambulocetidi era lungo e stretto, con gli occhi posti lateralmente; l'aspetto assomigliava vagamente a quello dei dinosauri teropodi (Thewissen e Williams, 2002). Il loro corpo era ancora poco adattato alla vita acquatica: la coda era priva della tipica pinna dei cetacei specializzati, le zampe erano ancora in grado di sorreggere l'animale sulla terraferma ed erano dotate di lunghe dita, probabilmente palmate. I denti erano piuttosto simili a quelli degli altri cetacei primitivi. L'aspetto generale degli ambulocetidi doveva essere piuttosto simile a quello dei coccodrilli.

## Classificazione
Gli ambulocetidi sono una famiglia di cetacei i cui fossili sono stati ritrovati solo in Pakistan e in India, e vivevano lungo le coste di un'antica terra nota come Cimmeria. Il genere Ambulocetus, da cui la famiglia trae il nome, è di gran lunga la forma più nota, grazie al ritrovamento di uno scheletro quasi completo. Gli altri due generi, Gandakasia e Himalayacetus, sono noti solo grazie a denti e frammenti di mandibole (Uhen, 2010).
Si ritiene che questa famiglia si sia diversificata dai pakicetidi, altri cetacei arcaici ma più strettamente terrestri, nel corso dell'Eocene inferiore. Si suppone inoltre che le famiglie Remingtonocetidae e Protocetidae si siano originate da un antenato comune con gli ambulocetidi (Thewissen, 1998). Insieme ai basilosauridi, queste famiglie erano un tempo incluse nell'ordine (ora considerato parafiletico) degli archeoceti (Rose, 2006).

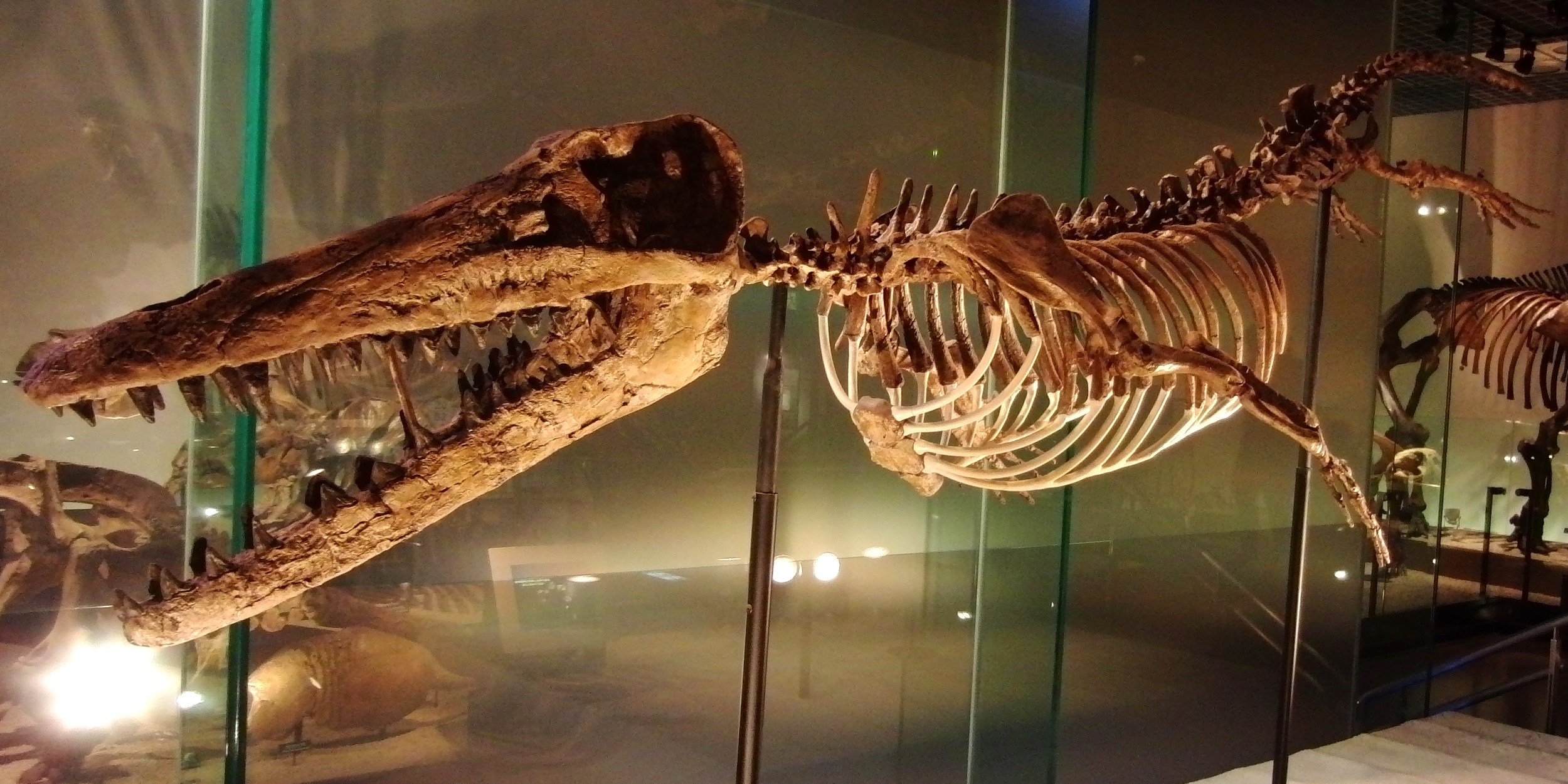
Scheletro di Ambulocetus natans

## Paleoecologia
Gli ambulocetidi furono i primi e più basali fra i cetacei marini con uno stile di vita anfibio. Questi animali vivevano in ambienti di acque basse, nei pressi delle rive, come baie ed estuari, ma erano ancora dipendenti dalle acque dolci in alcuni momenti della loro vita. Alcune delle caratteristiche legate alla trasmissione di suoni presenti nelle mandibole degli odierni cetacei (ma assenti nei più arcaici pakicetidi) erano già apparse negli ambulocetidi. Questi animali probabilmente nuotavano grazie ai movimenti dei loro grandi piedi palmati, e ciò non era un mezzo di locomozione particolarmente efficiente; è probabile dunque che questi animali cacciassero tramite agguati, piuttosto che inseguire la preda.
Ambulocetus e Gandakasia probabilmente predavano soprattutto prede terrestri, mentre una combinazione di bassi valori di isotopi di ossigeno e alti valori di isotopi di carbonio suggeriscono che Himalayacetus consumasse acqua dolce ma si nutrisse di prede marine: questo animale quindi viveva in un ambiente marino, ma ritornava a terra per bere (Uhen, 2010). Le facies sedimentarie in cui sono stati ritrovati i fossili degli ambulocetidi indicano che questi animali vivevano in ambienti marini dall'acqua bassa e paludosa, nei pressi delle rive (Heyning e Lento, 2002). Potrebbero aver occupato una nicchia ecologica simile a quella dei coccodrilli.